# 이불 밖은 위험해
《이불 밖은 위험해》는 MBC TV에서 방송되는 2018년 4월 5일부터 2018년 7월 12일까지 텔레비전 프로그램이다.

## 방송 시간
| 방송 채널 | 방송 기간                        | 방송 시간                    | 비고           |
| MBC TV    |                                  |                              |                |
| --------- | -------------------------------- | ---------------------------- | -------------- |
| MBC TV    | 2017년 8월 27일                  | 일요일 밤 11:15 ~ 12:40      | 파일럿 (3부작) |
| MBC TV    | 2017년 9월 4일                   | 월요일 밤 11:10 ~ 12:35      | 파일럿 (3부작) |
| MBC TV    | 2017년 9월 10일                  | 일요일 밤 11:00 ~ 12:25      | 파일럿 (3부작) |
| MBC TV    | 2018년 4월 5일 ~ 2018년 7월 12일 | 매주 목요일 밤 11:10 ~ 12:30 | 정규 방송      |

## 출연자

### 역대 출연자
- 시우민
- 강다니엘
- 탁재훈
- 이필모
- 장기하
- 이이경
- 로꼬
- 김민석 (배우)
- 구준회
- 정세운
- 송민호
- 마크
- 김민석 (스피드스케이팅 선수)
- 용준형

### 파일럿 출연자
- 강다니엘
- 박재정
- 시우민
- 용준형
- 이상우

## 시청률

### 2018년 시청률
| 회차 | 방송일   | TNmS 시청률    | AGB 시청률     |
| 회차 | 방송일   | 대한민국(전국) | 대한민국(전국) |
| ---- | -------- | -------------- | -------------- |
| 1    | 4월 5일  | 3.4%           | 2.2%           |
| 2    | 4월 12일 | 2.5%           | 2.5%           |
| 3    | 4월 19일 | 2.5%           | 2.2%           |
| 4    | 5월 3일  | 1.9%           | 2.0%           |
| 5    | 5월 10일 | 1.7%           | 2.0%           |
| 6    | 5월 17일 | 1.4%           | 1.5%           |
| 7    | 5월 24일 | 2.5%           | 2.0%           |
| 8    | 5월 31일 | 2.6%           | 1.6%           |
| 9    | 7월 5일  | 1.3%           | 1.1%           |
| 10   | 7월 12일 | 1.7%           | 1.5%           |

## 결방 사유 및 편성 변경

### 2018년
- 4월 26일 : 남북정상회담 특집다큐 테이블 너머의 진짜 김정은 방송으로 결방.
- 6월 7일 : 전국 동시 지방선거 후보자 토론회 서울시장 방송으로 결방.
- 6월 14일 ~ 6월 28일 : 러시아 월드컵 중계 방송으로 결방.

## 동시간대 경쟁 프로그램
- 김어준의 블랙하우스 (SBS)
- 해피투게더 (KBS2)
- 썰전 (JTBC)
- 살림 9단의 만물상 (TV조선)
- 나만 믿고 따라와, 도시어부 (채널A)
- 인생술집 (tvN)